# إبراهيم يعقوب
إبراهيم يعقوب (1911 - 8 مارس 1979) سياسي ماليزي. وهو معارض للحكومة الاستعمارية البريطانية، وكان رئيسًا ومؤسسًا لـ كساتوان ملايو مودا خلال الحرب العالمية الثانية، دعم اليابانيين خلال احتلالهم لملايا. تم سجنه من قبل البريطانيين، وقد أطلق سراحه من قبل اليابانيين في فبراير 1942، ليتم استرداده من قبل القوات البريطانية في سنغافورة في وقت لاحق من نفس العام. توفي في جاكرتا في 8 مارس 1979.
ولد إبراهيم في تميرلوه فهغ ، لأسرة من أصول بوقس. في عام 1929 التحق بكلية تدريب معلمي السلطان إدريس وتخرج بعد ذلك بسنتين كمدرس. خلال الثلاثينيات كتب سلسلة من المقالات التي انتقدت الإدارة البريطانية لصحف الملايو، واضطر في وقت لاحق إلى الاستقالة بعد تلقي تحذير من السلطات البريطانية. أصبح رئيس تحرير صحيفة المجلس الوطنية ، وشكل جبهة كساتوان ملايو مودا في عام 1938. هدف كساتوان هو تحقيق استقلال الملايو من خلال الاتحاد مع إندونيسيا. كعضو في كساتوان رحب يعقوب وزملاءه باليابانيين وعمل معهم لأنهم كانوا يعتقدون أن اليابانيين سوف يمنحون مالايا الاستقلال ويساعدونهم بنشاط من خلال أنشطة العمود الخامس.

## أماكن سميت باسمه
تم تسمية عدة أماكن باسمه، بما في ذلك:
- مدرسة إبراهيم يعقوب الثانوية في كوالالمبور.
- كلية إبراهيم يعقوب: وهي كلية سكنية في جامعة ماليزيا الوطنية في بانغي سيلانجور.